# 戒名
戒名（かいみょう）は、仏教において、戒を守ることを誓った（受戒した）者に与えられる名前である。仏門に入った証であり、戒律を守る証として与えられる。
戒名の授与は、上座部仏教と大乗仏教の両方で行われており、多くの場合、出家修道者に対して授戒の師僧によって与えられる。

## 上座部仏教での戒名
上座部仏教では、出家後に南伝仏典に残る阿羅漢の名前から付けるため、その意味で「法名（Dharma name）」と呼ぶ。
戒律の規定では、初めて沙弥戒（十戒）を受ける時に、師より戒名を授かり、それと同時に従前の俗名を捨てるとされる。

## 中国での戒名
仏教が中国に伝わった際、それと共に戒名も伝わった。ただし、仏教受容のため、元々サンスクリット語やパーリ語であったインドの戒名を、中国語に翻訳する必要が生じ、竺法護や真諦といった、中国風の戒名に翻訳された。
一説には、諡号や道号などの号制度の風習を援用して中国風の戒名が生まれたという説もある。
また、中国では、仏弟子として新たに身につける真の名前という意義から「法諱」（ほうい、ほうき）とも言う。

### 「釋」氏制度の誕生
現在、中国文化圏の僧の名乗りは「釋+○○」である。これは、仏教伝来当初は師僧の出身地域を姓とし（例：安世高、竺法護）、その下に戒名が付けられていたが、これをよしとしない釈道安が、師の弟子よりも釈尊の弟子としての在り方を重視して釈氏を名乗り、それが当時の中国仏教界に浸透したことに由来する。
なお、一部の僧は、自称の際に、一時的に生前の姓を名乗る場合もある。（例：陳玄奘、馬祖道一、魯智深）

## 日本での戒名
日本には、仏教伝来と共に戒名が伝わった。その後、平安時代末期の死生観の変化により、死後に成仏するという思想のもと、故人に戒名を授けて死後の安寧を祈る風習が生まれた（「成仏#日本文化のなかでの「成仏」」を参照）。死後の戒名の習慣は仏教国のなかでも日本にしかない独特のもの。

### 法名と法号
一部の宗派、浄土真宗では、戒名と言わず法名と言い（詳細は、「法名 (浄土真宗)」を参照）、日蓮宗などの法華系仏教宗派では、法号と言いならわし、必ず「日号」が付く。

### 授戒会と五重相伝会
現代では、葬儀で戒名を授けることが一般的だが、各宗派で授戒会や五重相伝会などの法要や講習会に参加した在家信徒に対して、生前に戒名を授けることもある。

### 戒名の構成
基本的に戒名は2字で表現される。身分の上下や熱心さ、貢献度に関係なく、仏の世界が平等であることを表している。
- 例1：「◯◯院△△XX居士」
- 例2：「◯◯院△△XX大姉」

この例の場合、◯◯が院号、△△が道号、XXが戒名、「居士」「大姉」が位号である。ただし、位牌・墓誌・過去帳・法名軸などには戒名の前後に院号・道号・位号等の号を付すことから、その全てを「戒名」としてみる場合が多い。
浄土真宗の場合は「法名」を用いるが、お釈迦様の弟子になるという意味で「釈XX（男性）」「釈尼XX（女性）」と法名の前に「釈」（「釋」）の文字を加えている。（例：桂歌丸→釋歌丸）
また、大名家や旧家では、戒名にも通字が用いられる場合が見られる。

### 位号
戒名には「信士」（信女）や「居士」（大姉）、「院号」などの位号が付くが、これは故人の生前の社会における業績、あるいは寺院への貢献度によって変化するものである。
なお、律宗や浄土真宗では位号は用いない。

#### 様々な位号について
居士・大姉
インドの長者の中国語訳。あつい信仰を持った信者に贈られる。とりわけ熱心な信者には「大居士」「清大姉」が贈られる。
信士・信女
優婆塞・優婆夷という仏教の信者として、五戒や十善戒を保つ成人の男女に付けられる。成人とする年齢については諸説あるが、18歳以上とするのが一般的。宗派によって、「清士」「清女」「清浄士」「清浄女」「善士」「善女」とも言う。
童子・童女
未成年の内に亡くなった、剃髪・得度をしていない者に付けられる。未成年とする年齢については、諸説あるが、18歳未満、4、5歳から17歳に付けられるのが一般的。宗派により「大童子」「大童女」「清童子」「清童女」「禅童子」「禅童女」などとなっている。
孩子・孩女
2、3歳の内に亡くなった幼児に付けられる。
嬰子・嬰女
0、1歳の内に亡くなった幼児に付けられる。
水子
死産や乳児の内に亡くなった者に付けられる。正しくは「すいし」または「すいじ」と読むが、近年は「みずこ」と読むことが多い。

### 院号・院殿号
「院号」「院殿号」は、生前に、寺院や宗派に対して多大な貢献をした者、あるいは社会的に高い貢献をした者に贈られる顕彰目的の号である。
「院号」は、元は皇族が寺院の建立などの布施行をした場合に、その徳を称えて贈られるものである。
「院殿号」は、大名家や武士が寺院に土地や建物を寄進した場合に贈られたものである。なお、将軍家や大名家では死後、古文書・古記録では戒名で呼ばれるが、これは貴人の実名を呼称することを忌む習俗（避諱）によるものである。
したがって、本来、院殿号より院号の方が格上とされるが、2019年現在では、字数や見栄えなどから、院殿号の方が格上とされている。

#### 戦没者への院号授与
なお、明治維新後、日清戦争、日露戦争、第二次世界大戦などで、現地で戦死した人に対しては、日本政府からの指示により、国へ貢献した証として「忠烈院」「殉國院」「報國院」「彰国院」などの院号が付けられていることが多い。

#### 生前院号について
金地院崇伝のように、生前から戒名の上に院号を付けて名乗る者もいる。これは寺号・院号がもともと僧侶の住坊名・開基となった寺院名からきているためである。具体的な院坊の名である場合と、法華宗の高僧（仏性院日奥）や真宗の本寺住持（信楽院顕如）のように名乗りや死後諡号である場合がある。
なお、律宗では院号は使用しない。

### 庵号・軒号
院号ほどではないが、寺院や宗派にたいして貢献した者や、社会に貢献した者に贈られる号である。
「庵号」は比較的小規模の寺院を意味する庵に由来し、大名の夫人や娘が、化粧地や建物を寄進したことに由来する。
「軒号」は大寺院の住職から隠居した老僧が隠居時に住む寮舎（軒）の呼び名に由来する。主に禅宗（臨済宗と曹洞宗）の信徒に贈られ、もとは大寺院の敷地内に建物を一棟寄進した信者に贈られていた。2019年現在では、代々院号を授与される家の分家筋や、居士号の人物の子孫が、立身出世した場合に追贈の形で贈るようである。

### 道号
戒名の上に付けられる2字の号で、真言宗・天台宗・浄土宗・臨済宗・曹洞宗・日蓮宗などで用いられる。
中国で生まれ、字（あざな）に相当するという説などがあり、それが禅僧によって日本に伝わった。
一休宗純のように、生前から戒名の上に道号を付けて名乗る者も多い。
なお、律宗や浄土真宗（高田派を除く）では道号は用いない。

### 宗派別の特徴
下記の特徴の説明は、地域・寺院などの慣習によって異なる場合がある。
律宗
戒名の下に「菩薩」の2字が付く。
天台宗
院号、道号、戒名、位号の順につける。女性の戒名には「妙」号が多く使われる。（例）清秋院天華妙玲大姉 など
真言宗
院号、道号、戒名、位号の順につける。
浄土宗（鎮西派）
誉号は五重相伝を受けた者に対して付けられる。戒名は院号、誉号または空号、道号、戒名、位号の順・院号、誉号または空号、戒名、位号の順・院号、道号、戒名、位号の順の3通りある。
浄土宗西山派
空号は五重相伝を受けた者に対して付けられる。戒名は院号、誉号または空号、道号、戒名、位号の順・院号、誉号または空号、戒名、位号の順・院号、道号、戒名、位号の順の3通りある。
臨済宗
「戒名」の名称を用いる。院号、道号、戒名、位号の順につけるが、院号を付けない場合が多い。足利将軍家はじめ室町以来の大名家の信徒も多く、その場合院号に院殿号を用いる。院号の代わりに軒号を使用する場合が多い。
浄土真宗
「法名」を用いる。「戒名」とは呼ばない。詳細は、「法名 (浄土真宗)」を参照のこと。
曹洞宗
「戒名」または「安名」の名称を用いる。院号、道号、戒名、位号の順につけるが、院号がない場合もある。院号・位号は諡名であり没後に付けるのが通常である。単に△△□□（道号・戒名）の4文字か□□（戒名）の2文字もしくはこれに位号の信士・信女（在家信者の意、禅を行じる信者として居士・大姉を付ける例もある）が付いたものが与えられる。
地方の守護大名クラスの家に信者が多く、院殿号・寺殿号、院号・齋号・寺号が付与されることが多かった。またその有力家臣には院号・軒号を用いる例があった。これらは、寺院の建立や存続に多大な貢献をしていることへの寺院よりある意味礼として付けられ、一般庶民は豪商・豪農の例を除くと一般的ではなかった。庶民まで広まったのは、明治以降の寺院の困窮時期の篤志者や英霊に対して付与したことに始まる。現在は篤志者が賜る。
僧侶の場合は、「道号、戒名」のように表されることが多く、大和尚・和尚（力生）、首座（座元）、上座はなど位階と呼ばれるものは自らは名乗らない。示寂以降に住職ならば「○○寺○○世△△□□大和尚」（住職寺院では○○寺ではなく當山または當寺と呼び換える）、その他の場合は道号戒名に各位階が諡られる形を取る（稀に、高和尚という諡号が諡られることがある）。ちなみに、寺族（曹洞宗の場合は、住職の夫人ないしは未亡人のみを通常指す）の場合は、一般の戒名の法則とほぼ同様となるが、通常は、最後の位号の部分が「禪尼（あるいは常用字体の禅尼）」となる。
時宗
古くは「阿弥陀仏」号を付けた。観阿弥、世阿弥はその崩れである。現在では男性にその略である「阿」号、女性には「弌」（いち）号をつけるのが原則である。阿弥陀仏号は重源が「南無阿弥陀仏」と自称したことを起源とし、成仏したことを意味する。女性も当初は阿弥陀仏号であったが、一遍は「一房」号や「仏房」号を与えた。「一仏乗」からとったという。弌号はその名残りである。
日蓮宗
日蓮宗系では、法華経信者は霊鷲山の浄土に生まれるとされるため、「戒名」ではなく「法号」と呼ぶ。男性へは「法」号、女性には「妙」号などが使われる。
日蓮正宗では、「法号」という言い方も「戒名」という言い方もされている。

### 苗字+戒名の名乗り

#### 伝来から中世まで
もともと、日本中世では、出家者は俗世を捨てたので、俗姓を名乗らず、中国やインドでの先例に倣って、（「釈氏」を省略して）戒名のみを名乗ることが多かった。
例えば、室町幕府6代将軍足利義教は、仏門に入っていたため「義円」という戒名を名乗っていた。その後、6代将軍就任にあたって還俗し、「足利義宣」（後に義教に改める）という俗名を名乗った。つまり、義教が足利姓を名乗ったのは、還俗した後、将軍職につく前のことになる。また、道鏡のことを「弓削道鏡」と呼ぶ事例があるが、これについても道鏡の死後に一般化した例ではないかという説が有力である。

#### 戦国時代以降
しかし、戦国時代（室町時代後期）になると、武田信玄・上杉謙信・山名宗全・大友宗麟など、出家しながら俗事に携わる人物が法皇以外で現れ、彼らは結果として苗字＋戒名を名乗った。
なお、僧が武将化した場合は、安国寺恵瓊のように寺号＋戒名か、または院号＋戒名の呼び方で名乗るのが普通であった。これらの呼び方は、江戸時代に入ると、急速に廃れていった。

#### 明治維新後
明治維新以降、平民でも苗字の使用が義務付けられると、僧侶も名字＋戒名で戸籍の登録を行わなければならなくなり、村名を苗字にした場合（例：滝谷琢宗）や、仏教用語から苗字を付ける（例：普賢○○）、自身や宗祖の旧姓から付ける（例：久我環渓）ことが見受けられた。

### 日本の戒名の課題

#### 差別戒名について
近世には、被差別部落出身者に対して、差別的な字句を含む戒名を与える風習が存在した。戒名中に「朴」（ト）「畜」「革」などを用いた。時には巧妙に畜の字を「玄」と「田」に分けたり、「革」を似た字の「草」にするなどの細工もなされており、部落解放同盟を中心に調査がなされている。しかし在日韓国・朝鮮人や通名で帰化した「朴」姓の人たちの中では現在も戒名で用いるケースも多く、差別戒名やその件数として取り扱われている調査自体に抗議の声もある。

#### 布施（戒名料）の価格目安表示について
イオンが、イオンカード保有者向けの葬儀社紹介サービスにて「お布施の価格目安」を打ち出したところ、全日本仏教会が「お布施に定価はない。企業による宗教行為への介入だ」と反発。しかし、8宗派約600の寺院が協力した。
平成22年7月2日付『産経新聞』には「目安とはいっても、大企業が発表すればそれが『定価』として一人歩きしてしまう恐れがある」（日本テンプルヴァン（JT-VAN）社長の井上文夫）と懸念するコメントと、「消費者の立場からすれば、布施価格の明示はありがたいのではないか」（第一生命経済研究所主任研究員の小谷みどり）の肯定的なコメントの双方を掲載している。
なお、戒名授与に対するお布施と、通夜や葬送儀礼の法要施行に対するお布施（導師供養料）は一緒に納めることが多いが、本来はそれぞれ別に納めるものである。施行時期が近いことと当日の手間の都合上一緒に納めるため、結果として高く感じられるケースはある。同日に納めた場合、相続税の控除対象となる。

## その他
日本の警察における隠語として、事件の捜査本部の入り口に掲げられる墨書でしたためた看板のことを解決への思いを込め、「戒名」と呼ぶ。